# Fudbalski Klub Slavija
Fudbalski Klub Slavija Sarajevo é uma equipe bósnia de futebol com sede em Sarajevo Oriental, capital da entidade da República Sérvia, na Bósnia e Herzegovina. Atualmente, disputa a Primeira Liga - RS, que é equivalente ao segundo nível do futebol bósnio. Seus jogos são mandados no Gradski SRC Slavija Stadium, que possui capacidade para 6.000 espectadores.

## História
O FK Slavija Sarajevo foi fundado em 1908.

## Liga
O FK Sçavija Saravejo está em 10º lugar no First League Republika Srpska 2023/24 com 15 pontos.